# Грин, Дэвид (легкоатлет)
Дэвид Грин (англ. David Greene; род. 11 апреля 1986, Лланелли) — британский легкоатлет, который специализируется в беге на 400 метров с барьерами. Серебряный призёр чемпионата мира 2009 года. На олимпийских играх 2012 года занял 4-е место. Победитель Игр Содружества 2010 года. Чемпион Европы 2010 года.
Личный рекорд — 47,84 с.

## Достижения на этапах Бриллиантовой лиги
- 2010:  Bislett Games – 49,05 с
- 2010:  London Grand Prix – 49,09 с
- 2010:  Memorial Van Damme – 48,26 с
- 2011:  Golden Gala – 48,24 с
- 2011:  Adidas Grand Prix – 49,07 с
- 2011:  Athletissima – 48,41 с
- 2011:  Aviva Birmingham Grand Prix – 48,20 с
- 2011:  Herculis – 48,43 с
- 2011:  Memorial Van Damme – 48,78 с
- 2012:  Meeting Areva – 47,84 с
- 2012:  London Grand Prix – 48,10 с